# Le cadeau de l'empereur
Le cadeau de l'empereur è un "operatorio" per banda, voci naturali e percussioni. Libretto e musica di Giovanna Marini scritta per la Scuola Popolare di Musica di Testaccio di Roma. Il disco, registrato nel 1983, è stato pubblicato nel 1984 per l'etichetta Le Chant du Monde.

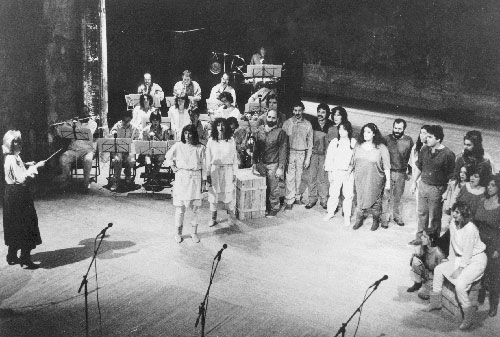
Il Regalo dell'Imperatore

## Tracce
1 1er Acte - Tableau 1	
2 1er Acte - Tableau 2	
3 2eme Acte - Tableau 1	
4 2eme Acte - Tableau 2

## Formazione
- Giovanna Marini - direttrice d' orchestra
- Didier Flamand - regia
- Patrizia Nasini, Piero Brega, Maria Tommaso, Antonio Cesareni, Guido Quintozzi, Davide Thorner, Evelina Meghnagi, Patrizia Polia, Sista Carandini, Antonella Talamonti - voce
- Manuela Garrone, Nicoletta Gervasi, Margherita Pace, Giuppi Paone, Franca Renzini, Raffaelle Cassa, Sergio Ciccia, Carlo Rizzo, Vincenzo Russo - coro
- Angelo Fusacchia - flauto
- Stefano Pogelli - oboe
- Maddalena Deodato - clarinetto
- Aurelio Tontini - tromba
- Marco Mortillaro - corno
- Alfredo Santoloci, Eugenio Colombo, Francesco Marini, Stefano Arduini, Claudio Pacifici - sassofono
- Orietta Priore, Roberta Morellini - trombone
- Pierluigi Castellano, clarinetto basso
- Massimo Monti - percussioni